# Esther Knobel
Esther Knobel (Bielawa, 14 januari 1949) is een Israëlisch beeldend kunstenaar die actief is als sieraadontwerper.

## Biografie
Knobel werd geboren in Polen en emigreerde op tweejarige leeftijd met haar familie naar Israël. Ze is opgeleid aan de kunstacademie Bezalel te Jeruzalem (1970-1974) en behaalde haar mastergraad aan het Royal College of Art te Londen (1975-1977).
Knobel wordt wereldwijd aangetrokken als gastdocent. In Nederland gaf zij les aan de Gerrit Rietveld Academie te Amsterdam en aan de Design Academy Eindhoven. Ze werd meerdere keren voor haar werk onderscheiden; ze won onder andere de Israëlische Alix de Rothschild Foundation Prijs (1986), de Françoise van den Bosch Prijs (1994) en de Andy Prize (2008).
- Bibliothèque nationale de France: cb13174635g (data)
- Gemeinsame Normdatei: 134096266
- Information Center for Israeli Art: 277192
- International Standard Name Identifier: 0000 0000 7882 0659
- KulturNav: 95f1ac71-870b-49fa-8950-5b1c11e5e680
- Library of Congress Control Number: no95043677
- Nationale Bibliotheek van Israël: 987007297252005171
- Nederlandse Thesaurus van Auteursnamen: 141499141
- RKD-Nederlands Instituut voor Kunstgeschiedenis: 45091
- Union List of Artist Names: 500381691
- Virtual International Authority File: 90785126
- WorldCat: E39PBJkXqxYhbV7rrbwftXK68C